# Municipio de Kilfoil
El municipio de Kilfoil (en inglés: Kilfoil Township) es un municipio ubicado en el condado de Custer en el estado estadounidense de Nebraska. En el año 2010 tenía una población de 621 habitantes y una densidad poblacional de 2,08 personas por km².

## Geografía
El municipio de Kilfoil se encuentra ubicado en las coordenadas 41°29′19″N 99°47′55″O / 41.48861, -99.79861. Según la Oficina del Censo de los Estados Unidos, el municipio tiene una superficie total de 298.69 km², de la cual 298,6 km² corresponden a tierra firme y (0,03 %) 0,09 km² es agua.

## Demografía
Según el censo de 2010, había 621 personas residiendo en el municipio de Kilfoil. La densidad de población era de 2,08 hab./km². De los 621 habitantes, el municipio de Kilfoil estaba compuesto por el 99,03 % blancos, el 0,16 % eran de otras razas y el 0,81 % eran de una mezcla de razas. Del total de la población el 0,97 % eran hispanos o latinos de cualquier raza.